# Acolastus insularis
Acolastus insularis es un coleóptero de la familia Chrysomelidae.
Fue descrita científicamente por primera vez en 1987 por Lopatin.